# Evangelische Kapelle Altenbrunslar

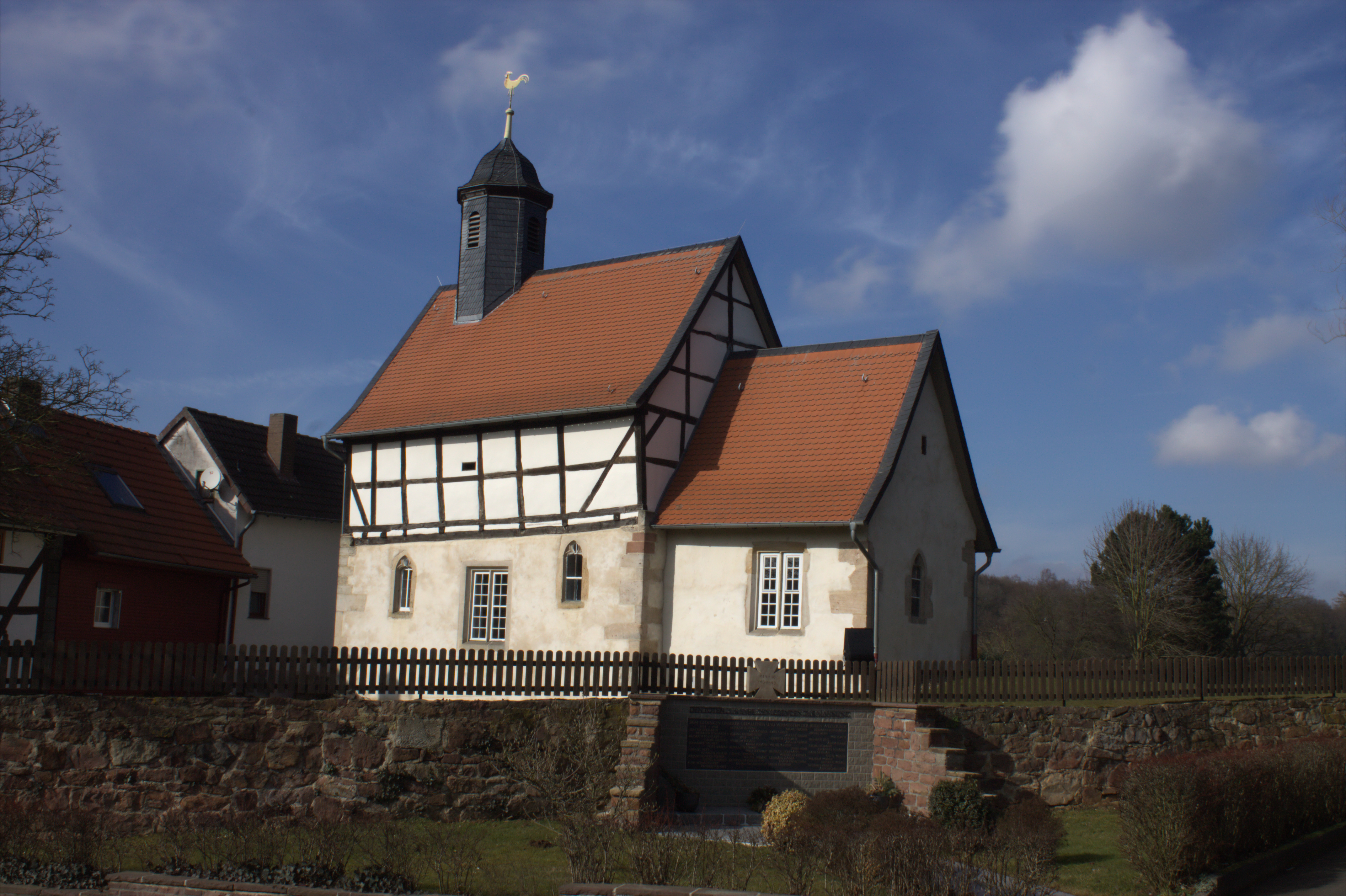
Die Kapelle in Altenbrunslar

Die Evangelische Kapelle Altenbrunslar ist ein denkmalgeschütztes Kirchengebäude in Altenbrunslar, einem Stadtteil von Felsberg im Schwalm-Eder-Kreis (Hessen). Sie gehört zur Kirchengemeinde Wolfershausen-Brunslar-Deute im Kirchenkreis Schwalm-Eder der Evangelischen Kirche von Kurhessen-Waldeck.
Der kleine romanische Bau wurde vermutlich um die Wende vom 11. zum 12. Jahrhundert errichtet. Er wurde in spätgotischer Zeit verändert und um einen Rechteckchor erweitert. Der Dachreiter und das fensterlose Fachwerkobergeschoss über dem Schiff stammen aus dem Jahr 1681. Das Obergeschoss wurde wohl ehemals als Fruchtspeicher genutzt.
Das Chorfenster wurde 1989 von dem Glasmaler Erhardt Jakobus Klonk geschaffen.
Die Glocke im Dachreiter soll aus der etwa 1 km nordöstlich gelegenen Wüstung Brechelsdorf stammen. Sie hat, in gotischen Minuskeln, die Inschrift: im jahr des herren 1487 gegrüßt seist du maria. Da Brechelsdorf aber wohl bereits um die Wende vom 14. zum 15. Jahrhundert wüst gefallen war, besteht Zweifel an dieser Annahme.
Unmittelbar nördlich der Kapelle liegt der Friedhof des Dorfs.